# Liste der Mitglieder des Provinziallandtags der Provinz Sachsen (13. Sitzungsperiode)
Diese Liste gibt einen Überblick über die Mitglieder des Provinziallandtags der preußischen Provinz Sachsen in der dreizehnten Sitzungsperiode 1858. Er umfasste 73 Abgeordnetenmandate, von denen eines vakant blieb. Der Landtagsabschied datiert auf den 19. Oktober 1860.
| Kurie                                 | Wahlbezirk                                                | Wahlkreis | Abgeordneter                                                                                     | Anmerkung                                                                                            |
| ------------------------------------- | --------------------------------------------------------- | --- | ------------------------------------------------------------------------------------------------ | --- |
| Stand der Prälaten, Grafen und Herren | ./.                                                       | Dom-Kapitel zu Merseburg | Friedrich von Krosigk                                                                            | |
| Stand der Prälaten, Grafen und Herren | ./.                                                       | Dom-Kapitel zu Naumburg | Domdechant Eduard von Rabenau                                                                    | |
| Stand der Prälaten, Grafen und Herren | ./.                                                       | Virilstimme | Otto zu Stolberg-Wernigerode                                                                     | vertreten durch dessen Onkel Botho zu Stolberg-Wernigerode, den stellvertretenden Landtags-Marschall |
| Stand der Prälaten, Grafen und Herren | ./.                                                       | Virilstimme | Graf Alfred Stolberg-Stolberg                                                                    | vertreten durch den Landrat Friedrich von Hanstein zu Erfurt                                         |
| Stand der Prälaten, Grafen und Herren | ./.                                                       | Virilstimme | Graf Karl Martin zu Stolberg-Roßla                                                               | |
| Stand der Prälaten, Grafen und Herren | ./.                                                       | Besitzer des Amts Walternienburg | Herzog Leopold IV. Friedrich von Anhalt-Dessau                                                   | nahm am Landtag nicht teil und ließ sich nicht vertreten                                             |
| Stand der Ritterschaft                | Kollektivstimme der Besitzer großer Familienfideikommisse | ./. | Hofjägermeister Graf Ludwig von der Asseburg aus Meisdorf – Mansfelder Gebirgskreis              | |
| Stand der Ritterschaft                | Thüringer Wahlbezirk                                      | Alt-Querfurtscher Kreis | Landrat Otto von Münchhausen                                                                     | |
| Stand der Ritterschaft                | Thüringer Wahlbezirk                                      | Stift Naumburg-Zeitz | Regierungsrat a. D. Alfred von Seckendorff auf Wuitz und Zipfendorf im Kreis Zeitz               | |
| Stand der Ritterschaft                | Thüringer Wahlbezirk                                      | Neustädter Kreis | Kammerherr Moritz Graf von der Schulenburg-Heßler zu Vitzenburg im Kreis Ziegenrück              | |
| Stand der Ritterschaft                | Thüringer Wahlbezirk                                      | Aus den übrigen Kreisen | Geheimer Regierungsrat Eduard von Müffling auf Ringhofen – Kreis Erfurt                          | |
| Stand der Ritterschaft                | Thüringer Wahlbezirk                                      | Aus den übrigen Kreisen | Oberregierungsrat Ferdinand von Münchhausen auf Straußfurt – Kreis Weißensee                     | |
| Stand der Ritterschaft                | Thüringer Wahlbezirk                                      | Aus den übrigen Kreisen | Kreisdeputierter Franz von Schönberg zu Kreipitzsch im Kreis Naumburg                            | |
| Stand der Ritterschaft                | Thüringer Wahlbezirk                                      | Aus den übrigen Kreisen | Rittergutsbesitzer Arthur von Kalckreuth auf Hackpüffel im Kreis Sangerhausen                    | |
| Stand der Ritterschaft                | Thüringer Wahlbezirk                                      | Aus den übrigen Kreisen | Kammerherr Rudolf von Marschall zu Altengottern im Kreis Langensalza                             | |
| Stand der Ritterschaft                | Wittenbergscher Wahlbezirk                                | Aus dem alten Wittenbergschen Teil                                                                                                   | Landrat Moritz von Leipziger auf Niemegk – Kreis Bitterfeld                                      | |
| Stand der Ritterschaft                | Wittenbergscher Wahlbezirk                                | Aus dem alten Wittenbergschen Teil                                                                                                   | Kreisdeputierter, Kammerherr Carl von Lattorf auf Klieken bei Coswig                             | |
| Stand der Ritterschaft                | Wittenbergscher Wahlbezirk                                | Aus dem Meißner Teil | Leutnant a. D. Hennig Arnd von Stammer auf Camitz – Kreis Torgau                                 | |
| Stand der Ritterschaft                | Wittenbergscher Wahlbezirk                                | Aus dem Leipziger Teil | Major a. D. Wilhelm von Rauchhaupt auf Queis – Kreis Delitzsch                                   | |
| Stand der Ritterschaft                | Wittenbergscher Wahlbezirk                                | Aus dem Merseburger Teil | Kammerherr Julius Graf von Zech genannt von Burckersroda zu Benndorf – Kreis Merseburg           | Landtags-Marschall                                                                                   |
| Stand der Ritterschaft                | Mansfeldscher Wahlbezirk                                  | ./. | Landrat Bernhard von Kerssenbrock auf Helmsdorf                                                  | |
| Stand der Ritterschaft                | Mansfeldscher Wahlbezirk                                  | ./. | Oberpräsident a. D. Wilhelm von Wedell auf Pießdorf – Mansfelder Seekreis                        | |
| Stand der Ritterschaft                | Mansfeldscher Wahlbezirk                                  | ./. | Landrat a. D. und Kammerherr Ernst von Friesen auf Rammelburg – Mansfelder Gebirgskreis          | |
| Stand der Ritterschaft                | Eichsfeldscher Wahlbezirk                                 | ./. | Landrat Levin von Wintzingeroda-Knorr                                                            | |
| Stand der Ritterschaft                | Eichsfeldscher Wahlbezirk                                 | ./. | Rittmeister a. D. Ernst von Bodungen auf Martinsfelde im Kreis Heiligenstadt                     | |
| Stand der Ritterschaft                | Eichsfeldscher Wahlbezirk                                 | ./. | Kreisdeputierter Rittergutsbesitzer Berthold Zangemeister auf Wolkramshausen im Kreis Nordhausen | |
| Stand der Ritterschaft                | Eichsfeldscher Wahlbezirk                                 | ./. | Rittmeister a. D. Levin von Westernhagen zu Teistungen-Unterhof im Landkreis Worbis              | |
| Stand der Ritterschaft                | Magdeburgscher Wahlbezirk                                 | ./. | Erbkämmerer im Herzogtum Magdeburg Karl von Plotho auf Barey im 2. Jerichower Kreis              | |
| Stand der Ritterschaft                | Magdeburgscher Wahlbezirk                                 | ./. | Wilhelm von Nathusius auf Königsborn im 1. Jerichower Kreis                                      | |
| Stand der Ritterschaft                | Magdeburgscher Wahlbezirk                                 | ./. | Rittergutsbesitzer von Schierstädt auf Dahlen im Kreis Jerichow I                                | |
| Stand der Ritterschaft                | Magdeburgscher Wahlbezirk                                 | ./. | Landrat Bernhard von der Schulenburg-Altenhausen auf Altenhausen im Kreis Neuhaldesleben         | |
| Stand der Ritterschaft                | Magdeburgscher Wahlbezirk                                 | ./. | Landrat Edo Friedrich von der Schulenburg auf Angern – Kreis Wolmirstedt                         | |
| Stand der Ritterschaft                | Magdeburgscher Wahlbezirk                                 | ./. | Rittergutsbesitzer und Kreisdeputierter Nathusius auf Meyendorff im Landkreis Wanzleben          | |
| Stand der Ritterschaft                | Halberstädtscher Wahlbezirk                               | ./. | Landrat Gustav von Gustedt zu Dardesheim – Kreis Halberstadt                                     | |
| Stand der Ritterschaft                | Halberstädtscher Wahlbezirk                               | ./. | Rittergutsbesitzer Weste auf Schnackenburg – Kreis Wernigerode                                   | |
| Stand der Ritterschaft                | Halberstädtscher Wahlbezirk                               | ./. | Rittergutsbesitzer Löbbecke auf Wülperode – Kreis Halberstadt                                    | |
| Stand der Städte                      | Thüringscher Kreis                                        | Erfurt | Stadtrat Frenzel                                                                                 | |
| Stand der Städte                      | Thüringscher Kreis                                        | Naumburg | Stadtrat Sutor                                                                                   | |
| Stand der Städte                      | Thüringscher Kreis                                        | Langensalza | Senator und Kaufmann Beyer                                                                       | |
| Stand der Städte                      | Thüringscher Kreis                                        | Zeitz und Weißenfels | Stadtverordnetenvorsteher und Druckereibesitzer Leopold Kell zu Weißenfels                       | |
| Stand der Städte                      | Thüringscher Kreis                                        | Suhl und Schleusingen | Kaufmann Grüber zu Suhl                                                                          | |
| Stand der Städte                      | Thüringscher Kreis                                        | Übrige Städte: Im Sangerhäuser, Weißenfelser und Querfurter Kreis                                                                    | Bürgermeister Menzel zu Osterfeld                                                                | |
| Stand der Städte                      | Thüringscher Kreis                                        | Übrige Städte: Im Eckartsbergaer, Weißenseer, Langensalzaer und Ziegenrücker Kreis                                                   | Bürgermeister Diethold zu Sömmerda                                                               | |
| Stand der Städte                      | Wittenbergscher Kreis                                     | Wittenberg | Kaufmann Ferdinand Herrmann Riethe                                                               | |
| Stand der Städte                      | Wittenbergscher Kreis                                     | Torgau und Merseburg | Magistrats-Assessor Kaufmann Karlstein zu Merseburg                                              | |
| Stand der Städte                      | Wittenbergscher Kreis                                     | Für die übrigen Städte | Bürgermeister Stockmann zu Schlieben                                                             | |
| Stand der Städte                      | Mansfeldscher Kreis                                       | Halle | Stadtrat Rummel zu Halle                                                                         | |
| Stand der Städte                      | Mansfeldscher Kreis                                       | Für die übrigen Städte | Zimmermeister Rasemann zu Eisleben                                                               | |
| Stand der Städte                      | Eichsfelder Wahlbezirk                                    | Mühlhausen | Bürgermeister Dr. Carl Engelhart                                                                 | |
| Stand der Städte                      | Eichsfelder Wahlbezirk                                    | Nordhausen | Kaufmann Gehrmann                                                                                | |
| Stand der Städte                      | Eichsfelder Wahlbezirk                                    | Für die übrigen Städte | Bürgermeister Giese zu Bleicherode                                                               | |
| Stand der Städte                      | Magdeburger Wahlbezirk                                    | Magdeburg | Oberbürgermeister Gustav Hasselbach                                                              | |
| Stand der Städte                      | Magdeburger Wahlbezirk                                    | Magdeburg | Kaufmann Friedrich Albert Kricheldorff                                                           | |
| Stand der Städte                      | Magdeburger Wahlbezirk                                    | Burg, Schönebeck und Calbe | Ratmann Drenkmann zu Calbe                                                                       | |
| Stand der Städte                      | Magdeburger Wahlbezirk                                    | Neustadt-Magdeburg, Sudenburg und die übrigen Städte der Kreise Calbe und Wanzleben                                                  | Bürgermeister Mertens zu Groß-Salza                                                              | |
| Stand der Städte                      | Magdeburger Wahlbezirk                                    | Die übrigen Städte des Neuhaldenslebener, Wolmirstedter, des ersten und zweiten Jerichower Kreises und die Stadt Oebisfeld           | Bürgermeister Lohmeyer zu Loburg                                                                 | |
| Stand der Städte                      | Halberstädter Wahlbezirk                                  | Halberstadt | Buchdruckereibesitzer und Stadtverordnetenvorsteher Carl Dölle                                   | |
| Stand der Städte                      | Halberstädter Wahlbezirk                                  | Quedlinburg | Obergerichtsassessor a. D. und Gutsbesitzer Albert                                               | |
| Stand der Städte                      | Halberstädter Wahlbezirk                                  | Aschersleben | Partikulier Walther                                                                              | |
| Stand der Städte                      | Halberstädter Wahlbezirk                                  | übrige Städte | Bürgermeister Wilhelm J. Hertzer in Wernigerode                                                  | |
| Stand der Landgemeinden               | Thüringscher Wahlbezirk                                   | Für die Kreise Schleusingen und Erfurt                                                                                               | Gutsbesitzer Lange-Kästner zu Gispersleben-Kiliani – Kreis Erfurt                                | |
| Stand der Landgemeinden               | Thüringscher Wahlbezirk                                   | Für die Kreise Sangerhausen, Querfurt und Weißenfels                                                                                 | Ortsrichter Fessel zu Meineweh – Kreis Weißenfels                                                | |
| Stand der Landgemeinden               | Thüringscher Wahlbezirk                                   | Für die Kreise Langensalza, Weißensee und Eckartsberga                                                                               | Ortsschulze Schmidt zu Borgau – Kreis Eckartsberga                                               | |
| Stand der Landgemeinden               | Thüringscher Wahlbezirk                                   | Für die Kreise Naumburg, Zeitz und Ziegenrück                                                                                        | Ortsrichter Weise zu Zeckwar – Kreis Naumburg                                                    | |
| Stand der Landgemeinden               | Wittenberger Wahlbezirk                                   | Für den Wittenberger, Schweinitzer und einen Teil des Bitterfelder Kreises                                                           | Ortsrichter Möbius zu Reinsdorf – Kreis Wittenberg                                               | |
| Stand der Landgemeinden               | Wittenberger Wahlbezirk                                   | Für den Merseburger, den anderen Teil des Bitterfelder und einen Teil des Delitzscher Kreises                                        | Ortsrichter Eylau zu Bischdorf – Kreis Merseburg                                                 | |
| Stand der Landgemeinden               | Wittenberger Wahlbezirk                                   | Für den Torgauer, Liebenwerdaer und den anderen Teil des Delitzscher Kreises                                                         | Ortsrichter und Gutsbesitzer Graß zu Zwethau – Kreis Torgau                                      | |
| Stand der Landgemeinden               | Mansfelder Wahlbezirk                                     | ./. | Ackersgutbesitzer Brause zu Dederstedt – Mansfelder Seekreis                                     | |
| Stand der Landgemeinden               | Eichsfelder Wahlbezirk                                    | Für die Kreise Nordhausen und Worbis                                                                                                 | Schulze Bader zu Berntrode – Kreis Worbis                                                        | |
| Stand der Landgemeinden               | Eichsfelder Wahlbezirk                                    | Für die Kreise Heiligenstadt und Mühlhausen                                                                                          | Schulze Schilling zu Beberstedt – Kreis Mühlhausen                                               | |
| Stand der Landgemeinden               | Magdeburger Wahlbezirk                                    | Für die Kreise Calbe, Wanzleben, Wolmirstadt, Neuhaldensleben und den im Kreis Gardelegen befindlichen Teil des Herzogtums Magdeburg | Ortsvorsteher Carl Griesing zu Dodendorf – Kreis Wanzleben                                       | |
| Stand der Landgemeinden               | Magdeburger Wahlbezirk                                    | Für die beiden Jerichower Kreise | Schulze Hörstle zu Rottstock – 1. Jerichower Kreis                                               | |
| Stand der Landgemeinden               | Halberstädter Wahlbezirk                                  | | Schulze Kahmann zu Pabsdorf – Kreis Oschersleben                                                 | |